# Ветераны Великой Отечественной войны

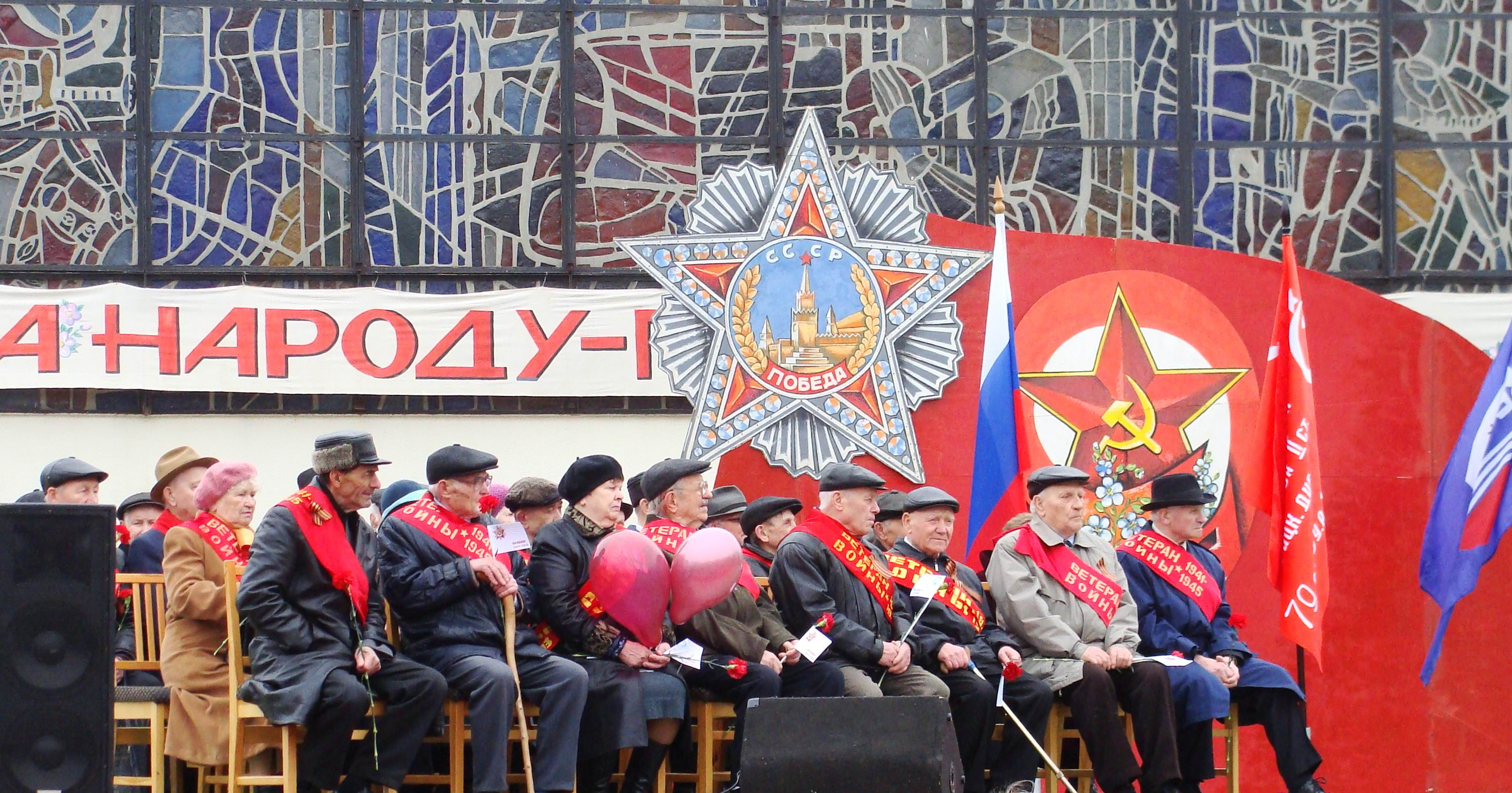
Ветераны Великой Отечественной войны

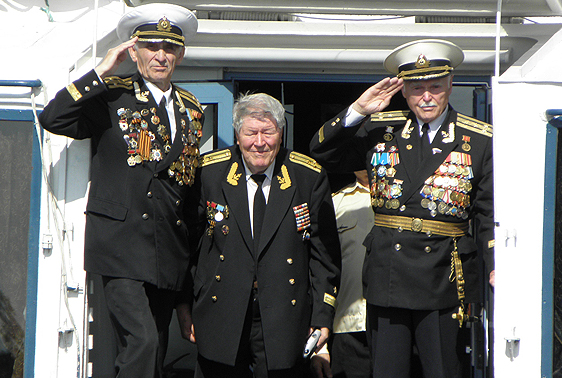
Ветераны войны на праздновании Дня ВМФ России

Запрос «Участники Великой Отечественной войны» перенаправляется сюда; под участниками подразумеваются только участники со стороны СССР.
Ветераны Великой Отечественной войны — после 1945 года категория лиц, принимавших участие в Великой Отечественной войне (1941—1945).

## Статус ветеранов Великой Отечественной войны в СССР
Исторически первой категорией граждан СССР, которым представлялись особые права и льготы в связи с их участием в Великой Отечественной войне, были Герои Советского Союза и инвалиды Великой Отечественной войны. Подавляющее число Героев Советского Союза появилось в период Великой Отечественной войны: 91,2 % от общего числа награждённых лиц. За подвиги, совершённые в годы Великой Отечественной войны, высокого звания удостоено 11 657 человек (из них 3051 посмертно), в том числе дважды 107 (из них 7 посмертно). В числе Героев Советского Союза, участников Великой Отечественной войны — 90 женщин (из них 49 посмертно). Объявления о праве этих граждан на внеочередное обслуживание висели, начиная с первых послевоенных лет, во всех общественных учреждениях, на предприятиях связи и бытового обслуживания, в сберегательных кассах и кассах железнодорожных и т. п.
Ещё до войны постановлением ЦИК и СНК СССР от 23 апреля 1930 года был введён «Кодекс о льготах для военнослужащих и военнообязанных РККА и членов их семей», дававший законодателю отправную точку для принятия конкретизирующих этот кодекс законов и постановлений. При этом некоторые льготы предоставлялись не только самим военнослужащим, но и членам их семей. Как пример здесь можно назвать приказ Военного Министра СССР № 20 от 10 марта 1952 года, вводивший в действие «Инструкцию о порядке отбора и направления военнослужащих, членов их семей, пенсионеров и вольнонаёмного состава в санатории и дома отдыха военного министерства СССР». Этот документ определял, кому из членов семей военнослужащих могло также предоставляться право на лечение в военных санаториях, какую часть стоимости санаторных билетов (путёвок) они при этом могли оплачивать и т. п.
Однако на протяжении 20 лет состав этой социальной категории ограничивался лишь военнослужащими и вольнонаёмными гражданами, служившими в годы войны в Советской армии. Масштабное расширение объёма льгот и круга лиц, которым они предоставлялись, началось с приходом к власти Л. И. Брежнева. В преддверии 20-летия Победы, 6 марта 1965 года Совет Министров СССР принял постановление № 140 «О расширении льгот инвалидам Отечественной войны и членам семей военнослужащих, погибших в Великую Отечественную войну». Через две недели, постановлением СМ СССР от 20 мая 1965 года № 401 льготы, ранее установленные для инвалидов Отечественной войны, были распространены и «на других инвалидов из числа военнослужащих, ставших инвалидами вследствие ранения, контузии или увечья, полученных при защите СССР или при исполнении иных обязанностей военной службы, либо вследствие заболевания, связанного с пребыванием на фронте».
При дальнейшем расширении состава этой льготной категории в неё были включены труженики тыла, награждённые медалью «За доблестный труд в Великой Отечественной войне» и медалями за оборону ряда городов-героев (Киева, Москвы, Одессы, Севастополя, Сталинграда) и регионов СССР (Кавказа, Заполярья).
В этом ряду особо выделяется категория блокадников: поначалу в неё входили только жители города, награждённые медалью «За оборону Ленинграда», впоследствии — и другие лица, трудившиеся на предприятиях Ленинграда — сначала с оговоркой «на протяжении всего периода блокады», а затем и те, кто был до конца блокады эвакуирован или откомандирован из города на Большую землю. В настоящее время в категорию блокадников входят все лица, сумевшие выжить в Ленинграде в годы блокады, прожившие в нём не менее четырёх месяцев (см. знак «Жителю блокадного Ленинграда»).
Расширение круга лиц, пользовавшихся заслуженными в военное время льготами, вызвало необходимость различать участников и инвалидов войны (то есть тех, чьи права были обусловлены непосредственным участием в боях), с одной стороны, и ветеранов войны (то есть, по большей части, гражданских лиц на период войны), с другой. Вместе с тем, к концу 1980-х годов абсолютная численность этих категорий граждан сократилась настолько, что ранее существовавшие различия между ними по объёму льгот государство постепенно нивелировало. К моменту распада СССР трактовка понятия «ветеран Великой Отечественной войны», таким образом, расширилась. Начиная с 1978 года, к ветеранам и партизанам, в плане льгот были приравнены лица вольнонаёмного состава Советской Армии.
Льготы для ветеранов Великой Отечественной войны были одинаковыми на территории каждой из 15 союзных республик СССР. После распада Союза в наихудшем положении оказались ветераны, проживавшие на территории прибалтийских республик: они не только оказались лишены заслуженных ими в войну льгот, но и стали, в ряде случаев, объектами судебного преследования со стороны новых властей. Общим для всех ветеранов войны стало резкое снижение их жизненного уровня в силу инфляции, роста цен, перехода к платному медицинскому обслуживанию и роста квартирной платы с сопутствующей потерей фактических льгот, которыми ветераны традиционно пользовались.

## Статус ветеранов Великой Отечественной войны в Российской Федерации

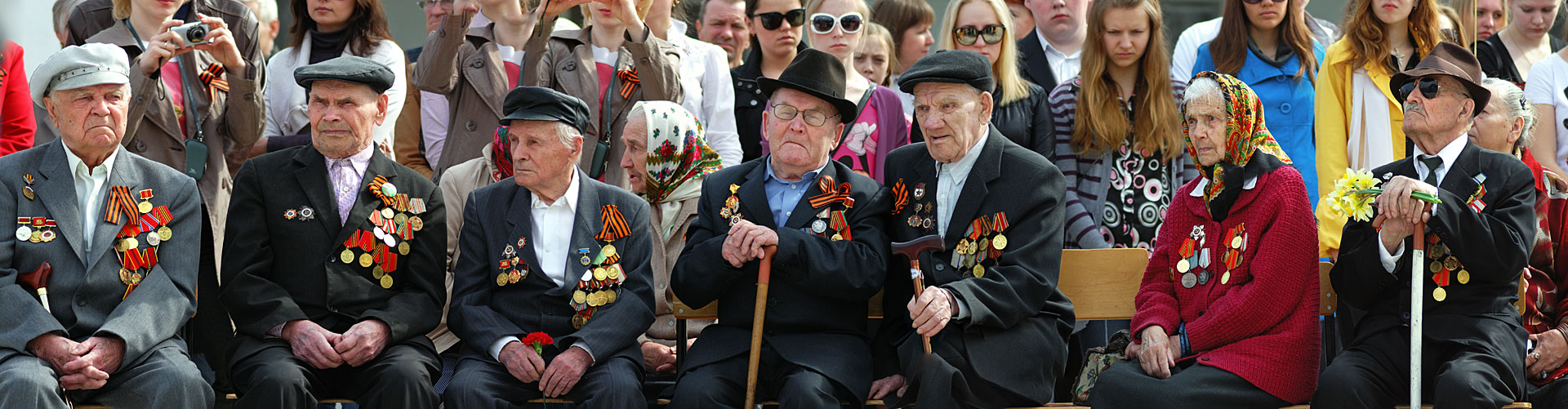
Ветераны Великой Отечественной войны 1941—1945 гг. на праздновании 66-й годовщины Победы, 2011 год.

В соответствии с законодательством Российской Федерации таковыми являются лица, принимавшие участие в боевых действиях по защите Отечества или обеспечении воинских частей действующей армии в районах боевых действий; лица, проходившие военную службу или проработавшие в тылу в период Великой Отечественной войны 1941—1945 годов (далее — период Великой Отечественной войны) не менее шести месяцев, исключая период работы на временно оккупированных территориях СССР, либо награждённые орденами или медалями СССР за службу и самоотверженный труд в период Великой Отечественной войны. Также к категории ветеранов ВОВ относятся лица, награждённые знаком «Жителю блокадного Ленинграда».
Исключение сделано для сотрудников НКВД и НКГБ: ветеранами войны считаются «военнослужащие, в том числе уволенные в запас (отставку), лица рядового и начальствующего состава органов внутренних дел и органов государственной безопасности, бойцы и командный состав истребительных батальонов, взводов и отрядов защиты народа, принимавшие участие в боевых операциях по борьбе с десантами противника и боевых действиях совместно с воинскими частями, входившими в состав действующей армии, в период Великой Отечественной войны, а также принимавшие участие в боевых операциях по ликвидации националистического подполья на территориях Украины, Белоруссии, Литвы, Латвии и Эстонии» в период с 1 января 1944 года по 31 декабря 1951 года.
В декабре 2020 года статус ветерана Великой Отечественной войны присвоен лицам, награждённым знаком «Житель осаждённого Севастополя», находившимся на территории Севастополя в период с 30 октября 1941 года по 4 июля 1942 года.
С 28 апреля 2023 года к категории ветеранов Великой Отечественной войны приравниваются лица, награждённые знаком «Житель осаждённого Сталинграда», который выдаётся гражданам Российской Федерации, находившимся на территории Сталинграда с 23 августа 1942 года по 2 февраля 1943 года.

## Численность ветеранов (участников боевых действий) в постсоветских государствах
По данным на 2025 год, в живых оставалось примерно 11 500 тысяч участников боевых действий:
- Россия — около 7000 участников боевых действий и инвалидов (2025)[6];
- Украина — около 3500 участников боевых действий (2025)[7];
- Беларусь — 420 участника и инвалидов войны (2025)[8][9][10][11][12][13][14][15];
- Литва — около 200 человек (2023)[16];
- Казахстан — 95 участников боевых действий и инвалидов войны (2025)[17];
- Узбекистан — 82 участника боевых действий (2025)[18];
- Грузия — 57 участников боевых действий (2025)[19];
- Туркменистан — 33 участника боевых действий и инвалида войны (2024)[20];
- Армения — 31 участник боевых действий (2025)[21];
- Молдова — 19 участников боевых действий по данным властей Молдавии (2025)[22][23][24]; 8 участников в Приднестровье (2025)[25][26][27][28];
- Азербайджан — 18 участников боевых действий (2025)[29];
- Латвия — 18 участников боевых действий (2021)[30];
- Таджикистан — 16 участников боевых действий (2025)[31];
- Кыргызстан — 12 участников боевых действий и инвалидов войны (2025)[32][33][34];
- Эстония — 12 участников боевых действий (2023)[35].

## Память
В честь советских ветеранов Великой Отечественной войны назван астероид (2011) Ветерания, открытый 30 августа 1970 года Т. М. Смирновой в Научном; название присвоено 1 сентября 1978 года (см. Циркуляр малых планет № 4481).

## Рекорды по возрасту
- Валентин Прокофьевич Росляков (1916—2024) — танкист, прожил 108 лет, внесён в книгу рекордов России.
- Леонид Лазаревич Скворцов (1916—2025) — радист, прожил 108 лет, старейший участник Великой Отечественной войны в Беларуси[37].
- Иван Николаевич Осадчук (1916—2024) — военфельдшер, прожил 108 лет, внесён в книгу рекордов России[38].
- Борис Арамович Симонян (1911—2019) — офицер, прожил 108 лет, старейший армянский ветеран Великой Отечественной войны[39].